# Roop Krishna Anand
Roop Krishna Anand es un diplomático indio retirado.
- El 08 de mayo de 1957 entró al Ministerio de Asuntos Exteriores (India).
- De noviembre de 1978 a enero de 1981 fue embajador en Buenos Aires con coacredición en Montevideo y Asunción.
- De enero de 1981 a 1984 fue  embajador en Dakar y concurrentemente acreditado en Bisáu (Guinea-Bisáu), Praia (Cabo Verde), Nuakchot (Mauritania) y Alto Comisionado en Bamako (Malí) y Banjul (Gambia).
- Del 17 de abril de 1989 al 31 de enero de 1991 fue embajador en Rabat (Marruecos).
- De 1988 a marzo de 1989 fue embajador en Oslo y concurente acreditado en Reikiavik.[1]